# Josef Bernhardt
Josef Bernhardt (* 13. März 1960 in Eisenstadt) ist ein österreichischer Künstler, der in den Bereichen Malerei, Objektkunst, Videofilm und Fotografie tätig ist.

## Ausbildung
Josef Bernhardt besuchte das Bundesgymnasium und Bundesrealgymnasium Mattersburg. Nach der Matura im Jahr 1978 und einem Abschluss an der HTBLuVA in Wien im Jahr 1981 widmete er sich seit 1989 der Kunst.

## Berufliche Tätigkeit
Er gründete 1993 die international agierenden Künstlervereinigung „Freiraum“. Diese führte Symposien in Österreich, Ungarn, Tschechien, Italien, Spanien, Indien und Japan durch. Ebenso ist er Initiator und Organisator der 1998 gegründeten Projektreihe „Art Forest“.
Im Jahr 1994 erhielt er den Förderpreis Bildende Kunst der Burgenlandstiftung Theodor Kery.
Josef Bernhardt lebt und arbeitet in Forchtenstein.

## Ausstellungen
- 1992: Arbeiten aus dem Zeitraum 1990–1992. Burgenländische Landesgalerie, Eisenstadt (Katalog)
- 2003: Andere Zustände. Österreichisches Kulturforum, Tokio, Japan (Katalog)
- 2006: Er ist allgegenwärtig…. 5. Biennale für europäische zeitgenössische Kunst, Nîmes, Frankreich[3]
- 2007: Aufgewertet. Kunsthalle Sombathely, Ungarn
- 2009: Warten auf Vögel, Kleine Galerie Wien[4]
- 2010: Warten auf Vögel VII im Wohnpark OASE22, Wien[5]
- 2014: Aviary. Ludwig Museum – Budapest[6]